# 大津市企業局
大津市企業局 (おおつしきぎょうきょく) は、滋賀県大津市において上水道事業、下水道事業を行う大津市の地方公営企業である。公営のガス事業（旧一般ガス事業者）は、小売部門を2019年（平成31年）4月1日に民営化して大阪ガスグループ（Daigasグループ）の「びわ湖ブルーエナジー株式会社」へ委譲。大津市はガス管などの施設保有と保安業務を継続して行っている。

## 事業の概要

### 企業局（組織）
企業総務課、技術監理課、工事検査室、経営経理課、営業開発課、ガス販売促進室、料金課、安全サービス課、水道整備課、水道施設課、浄水施設整備課、浄水場（6箇所）、水質試験所、下水道計画管理課、下水道整備課、下水道雨水対策室、水再生センター、ガス事業課、ガス施設課（2011年4月現在）
- 研修センター （晴嵐1-8-38）
- お客様センター （大津市役所新館1階 御陵町3-1）

### 水道事業
- 給水戸数：140,959戸 給水人口：335,102人（2009年度末）
- 年間有収水量：41,317千m3（2009年度）
- 浄水場（6箇所）
  - 比良浄水場（南比良） 浄水能力：4,268 m3/日（急速ろ過）
  - 八屋戸浄水場（八屋戸）浄水能力：6,622 m3/日（急速ろ過）
  - 真野浄水場（真野4） 浄水能力：45,000 m3/日（急速ろ過）
  - 柳が崎浄水場（柳が崎）浄水能力：57,000 m3/日（緩速ろ過、急速ろ過）
  - 膳所浄水場（本丸町） 浄水能力：48,800 m3/日（急速ろ過）
  - 新瀬田浄水場（萱野浦）浄水能力：30,000 m3/日（急速ろ過）

### 下水道事業
- 処理区域内人口：325,726人（2009年度末）
- 年間有収水量：36,713千m3（2009年度）
- 処理区 市域を4つの処理区に分割。
  - 大津処理区（大津市公共下水道）：大津市中央部 - 際川以南から伽藍山（石山寺）以北の地域
  - 藤尾処理区（大津市公共下水道）：大津市西南部 - 藤尾小学校区
  - 湖西処理区（滋賀県琵琶湖流域公共下水道）：大津市北部 - 際川以北から旧志賀町の地域
  - 湖南中部処理区（滋賀県琵琶湖流域公共下水道）：大津市南部 - 伽藍山（石山寺）以南から瀬田川西岸の地域、及び大津市東部（瀬田川東岸の地域）
- 終末処理場：処理区 
  - 水再生センター（由美浜）：大津処理区 - 分流式（一部、合流式）
  - 京都市石田水環境保全センター（京都府京都市伏見区） ：藤尾処理区 - 分流式
  - 湖西浄化センター（苗鹿3）：湖西処理区 - 分流式
  - 湖南中部浄化センター（草津市矢橋町）：湖南中部処理区 - 分流式

汚泥の処理 －水処理に伴って発生する汚泥の減量化を図るため、汚泥焼却施設（大石中6）において汚泥を焼却、焼却灰は埋立て処分を行っている。

### ガス事業
大阪ガスから都市ガス（天然ガス）を購入し、需要家（一般家庭や工場、事業所など）へ供給。前述のとおり、小売部門はびわ湖ブルーエナジーへ委譲している。
- 供給戸数は94,948戸（2009年度）
- 年間販売量183,983,733m3（45MJ/m3換算。2009年度）
- 年間ガス売上高 13,308,282千円（平成21年度）
- 2008年（平成20年）度の都市ガス販売量、売上高は、公営ガス事業では仙台市ガス局に次ぐ規模[3][4]であり、民間事業者を含めた都市ガス販売量では全国16番目の規模である。

## 沿革

### 水道事業
水道事業は、1909年（明治42年） 京都市の琵琶湖疏水の開通に伴う周辺地区の減水補償のため神出金剛寺に浄水場建設（西部水道）、引き続き、1921年（大正10年） 鉄道院の逢坂山トンネルの付け替え工事に伴う周辺地区への補償として水道施設が建設（南部水道）されたことに始まるが、本格的には1925年（大正14年） 市独自の上水道建設計画に着手したことによる。
- 1928年（昭和3年） - 創設事業認可（計画給水人口：40,000人 計画1日最大給水量：5,844 m3/日）。
- 1930年（昭和5年） - 5月24日、柳が崎水源地（現：柳が崎浄水場）で通水式を挙行。西部水道、南部水道を含む逢坂地区以北の旧大津市に給水を開始（給水人口：10,882人）。
- 1935年（昭和10年） - 1933年（昭和8年）の膳所、石山両町との合併に伴う第1次拡張事業が認可。（計画給水人口：64,450人 計画1日最大給水量：6,544 m3/日 給水区域拡張：膳所、石山、藤尾、追分地区）
- 1946年（昭和21年） - 大津市への米軍の駐留に伴う給水義務が生じたことにより、第2次拡張事業が認可。（計画給水人口：64,450人 計画1日最大給水量：20,360 m3/日）
- 1947年（昭和22年） - 第3次拡張事業が認可。（計画給水人口：84,650人 計画1日最大給水量：25,360 m3/日 給水区域拡張：滋賀、坂本地区）
- 1948年（昭和23年） - 3月、柳ケ崎浄水場が完成。7月、米軍駐留舞台に給水開始。
- 1953年（昭和28年） - 大津市役所に公営企業部（水道事業、ガス事業）を設置。
- 1955年（昭和30年） - 膳所浄水場が完成。
- 1961年（昭和36年） - 第4次拡張事業が認可。（計画給水人口：100,000人 計画1日最大給水量：35,360 m3/日）。
- 1967年（昭和42年） - 瀬田町、堅田町との合併に伴う第5次拡張事業が認可。（計画給水人口：174,000人 計画1日最大給水量：104,400 m3/日）
- 1967年（昭和42年） - 事業管理者を設置。
- 1973年（昭和48年） - 公営企業部から企業局へ機構改革。現在に至る。
- 1977年（昭和52年） - 第6次拡張事業が認可。（計画給水人口：224,000人 計画1日最大給水量：144,900 m3/日）
- 1980年（昭和55年） - 真野浄水場が完成。
- 1982年（昭和57年） - 第7次拡張事業が認可。（計画給水人口：269,000人 計画1日最大給水量：170,900 m3/日）
- 1985年（昭和60年） - 新瀬田浄水場が完成。
- 1995年（平成7年） - 第8次拡張事業が認可。（計画給水人口：329,000人 計画1日最大給水量：191,400 m3/日）
- 2000年（平成12年） - 修繕専門会社の株式会社パイプラインサービスおおつを設立。
- 2006年（平成18年） - 3月、志賀町との合併のより志賀町水道事業を統合。同町の八屋戸浄水場、比良浄水場を引き継ぐ。
- 2008年（平成20年） - 「結（ゆい）の湖都（こと）・水道ビジョン」（大津市水道ビジョン・重点実行計画）を策定。第8次拡張変更事業が認可（目標年次：平成27年度、計画給水人口：360,000人、計画1日最大給水量：185,500m3/日、主な事業内容：給水区域拡張、簡易水道の統合、浄水場能力拡張）

### 下水道事業
下水道事業は、市中心部の市街地（長等、中央、逢坂、平野地区）の浸水対策として、公共下水道の整備を計画したことに始まる。 －当初の都市計画法のよる事業計画認可（汚水164.8ha）と下水道法事業認可（合流103.0ha、分流62.0ha、合計165.0ha）。
- 1962年（昭和37年） - 大津市公共下水道（大津処理区（合流式））の工事に着手。
- 1968年（昭和43年） - 大津市下水道条例を公布。
- 1969年（昭和44年） - 大津終末処理場（現：水再生センター）が完成。大津市公共下水道の供用開始。
- 1976年（昭和51年） - 琵琶湖流域下水道（湖南中部処理区）関連公共下水道として、幹線工事に着手、以後順次、支線を整備。
- 1980年（昭和55年） - 琵琶湖流域下水道（湖西処理区）関連公共下水道として、幹線工事に着手、以後順次、支線を整備。
- 1981年（昭和56年） - 大津終末処理場で高度処理（リン削減）を開始。
- 1982年（昭和57年） - 琵琶湖流域下水道（湖南中部処理区）公共下水道の供用開始。
- 1984年（昭和59年） - 琵琶湖流域下水道（湖西処理区）公共下水道の供用開始。
- 1985年（昭和60年） - 汚泥焼却施設（大石中6）が完成。
- 1991年（平成3年） - 大津市公共下水道（藤尾処理区）の工事に着手、以後順次、支線を整備。
- 1992年（平成4年） - 大津市公共下水道（藤尾処理区）の供用開始。
- 2000年（平成12年） - 大津終末処理場で高度処理（窒素削減）施設の工事に着手。下水道雨水基本計画を策定。
- 2006年（平成18年） - 3月、志賀町との合併のより志賀町下水道事業を統合。
- 2007年（平成19年） - 大津市公共下水道（大津処理区）の合流式下水道改善事業に着手。
- 2010年（平成22年） - 下水道事業に地方公営企業法の全部を適用し、企業局に組織統合。現在に至る。

### ガス事業
ガス事業は、1910年（明治43年）12月、大津瓦斯株式会社によって当時の大津市全域を供給区域とし、石炭を原料にガスを製造、供給したことに始まる。しかしながら、大正7年（1918年）10月、第一次世界大戦に伴う原料炭等の暴騰のため経営が困難となったことから、大津瓦斯株式会社は解散、大津市でのガス事業は一旦終息の状態となる。
- 1932年（昭和7年） - 兼松寅太郎らにより近江瓦斯株式会社の設立が発起される。
- 1934年（昭和9年）2月 - 兼松寅太郎らに商工大臣からガス事業経営の許可があり、再び大津市域でのガス事業が動き出す。当初、近江瓦斯株式会社は市内松本（現：石場）にガス製造所を設け自家発生を行う予定であったが、1935年（昭和10年）8月、京都瓦斯株式会社（現：大阪瓦斯株式会社）から供給を受けることに計画を変更した。
- 1935年（昭和10年） - 大津市長堀田義次郎（当時）が有益な事業は市営で行うとの基本方針の下、ガス事業の有益性に着目、市営ガスを検討、こうした中、近江瓦斯株式会社の買収を計画。営業開始に向けガス管布設等を行っていた近江瓦斯株式会社（社長兼松寅太郎）と、11月、営業開始後のガス事業譲渡の仮契約を締結する。
- 1936年（昭和11年） - 近江瓦斯株式会社が営業を開始。
- 1937年（昭和12年） - 商工大臣からガス事業譲受の許可取得し、近江瓦斯株式会社からガス事業を引継ぎ市営ガスとして事業を開始（供給区域は当時の大津市、および膳所町一円で供給戸数は1,426戸）。
- 1945年（昭和20年） - 1947年（昭和22年） - 1945年4月末には第二次世界大戦の影響で大阪瓦斯株式会社からのガス輸送量が激減し、需要家へのガス供給を停止せざるを得なくなる。
- 1947年（昭和22年）1月26日 - 一般需要家へのガス供給を再開する。

以後、経済の復興と相まって家庭用燃料、工業用燃料としてガス需要は著しく増加。
- 1953年（昭和28年） - 大津市役所に公営企業部（水道事業、ガス事業）を設置。
- 1967年（昭和42年） - 事業管理者を設置。大津市ガスサービスセンターを開設。
- 1973年（昭和48年） - 公営企業部から企業局へ機構改革。現在に至る。
- 1979年（昭和54年） - 天然ガスへの転換を完了（4,500Kcal/m3から11,000 Kcal/m3）。
- 1981年（昭和56年） - ガス器具販売業務を大津市ガス設備協同組合へ移管。
- 1993年（平成5年） - 株式会社大津ガスサービスセンターを設立。
- 2000年（平成12年） - 修繕専門会社の株式会社パイプラインサービスおおつを設立。
- 2006年（平成18年） - ガスショールーム「キットココ」を明日都浜大津2階にオープン。
- 2016年（平成28年） - 3月、ガスショールーム「キットココ」を閉館。
- 2019年（平成31年）4月1日 - ガス事業を民営化し小売事業をびわ湖ブルーエナジー株式会社へ委譲[5]。保安業務を担う保安センターを設置[6]。

## ガス事業の民営化
2017年にガスの小売自由化が開始されたことに伴い、大津市ではガス事業のあり方について検討委員会をおいて議論を行った。当初は、民営化する予定がないと2013年に当時の企業局管理者は語っていたが、ガス自由化による新規の参入業者間での競争激化、それに伴う収益の悪化を危惧して民営化へ方向転換を図った。
検討委員会は、大津市がガス導管などの施設を保有し運営を民営化するコンセッション方式が全国の公営ガスで初めて採用され、主な企業に関西電力と大阪ガスが名乗りを上げた。大津市は入札の結果、2018年10月24日に大阪ガス・JFEエンジニアリング・水道機工の3社で構成する企業グループを優先交渉権者に決定した。
2018年12月26日に、民営化の受け皿となり大津市が全面出資したびわ湖ブルーエナジー株式会社（びわこブルーエナジー）の株式75％を大阪ガスの企業グループが90億円で取得、同社が2019年4月1日付で大津市のガス事業を引き継ぐことになった。運営期間は、同日から2039年3月31日までの20年間で、新会社はガス料金を一律1％値下げする方針を決めている。なお、優先交渉権者から漏れた関西電力は、2018年10月26日に大津市内でのガス小売り事業に参入することを明らかにし、2019年10月1日に大阪ガスのエリア外で初めて「関電ガス」のサービスを開始した。

## 関連企業
- 株式会社大津ガスサービスセンター（坂本三丁目15番18号）
- 株式会社パイプラインサービスおおつ（松山町9番12号）